# Ioniță G. Andron
Ioniță G. Andron (n. 20 aprilie 1917, Racșa, Satu Mare – d. 23 aprilie 1989, Negrești Oaș, județul Satu Mare), a fost un artist fotograf, teolog greco-catolic și avocat din Țara Oașului.
Fiu al preotului Ioan Andron, originar din  Pribilești (Țara Chioarului), învață la școala primară din Racșa. A urmat liceul la Satu Mare (1927-1934), apoi studii juridice la Cernăuți și Cluj (1935-1940). Între 1941-1944 a studiat teologia la Academia Teologică Unită din Cluj.
Începe să facă fotografie în 1934, cu un aparat de tip Voigtländer Bessa cu film lat, primit în dar de la tatăl său. De la fotografii cu prietenii și familia, interesul său evoluează la documentarea vieții țăranilor din Țara Oașului.
Colecția fotografică, cuprinzând aproximativ 93.000 de clișee, a fost achiziționată în septembrie 2015 de către Muzeul  Județean Satu Mare. Familia artistului a donat către muzeu arhiva documentară. Arhiva conține, pe lângă corespondență, memorii și documente personale, texte cu informații etnografice și istorice din zona Oaș.  
Liceul tehnologic din orașul Negrești-Oaș îi poartă numele.

## Legături externe
- Nicolae Ghișan. „Ioniță George Andron”. Negrești Oaș: Liceul Tehnologic Ioniță G. Andron. Arhivat din original la 20 octombrie 2013. Accesat în 8 martie 2025.
- Biografie și interviu la tara-oasului-ro.blogspot.ro
- Biografie, pagină Facebook (seria "Personalități din Țara Oașului")
- Ioniță G. Andron la memoria.ro